# Medborgerliga rättigheter
Medborgerliga rättigheter eller civila rättigheter är rättigheter som lagen garanterar en stats alla medborgare.
Mer eller mindre organiserade rörelser som har kämpat för lika medborgerliga rättigheter för alla medborgare i ett land och mot diskriminering kallas ofta för medborgarrättsrörelser. De medborgerliga rättigheter skyddas av FN:s deklaration om de mänskliga rättigheterna och FN:s konvention om civila och politiska rättigheter.